# Margaret Chan
Margaret Chan Fung Fu-chun, em chinês tradicional 陳馮富珍, simplificado 陈冯富珍,  (Hong Kong, 21 de agosto de 1947) é uma médica chinesa, ex-diretora-geral da Organização Mundial da Saúde (OMS). 
Em 10 de agosto de 2010, no comando do organismo, anunciou o fim da pandemia de gripe A (H1N1).